# ولفرام وایبل جونیور
ولفرام وایبل جونیور (انگلیسی: Wolfram Waibel Jr.؛ زادهٔ ۲۲ فوریهٔ ۱۹۷۰) تیرانداز اهل اتریش است.